# Stenopoda cinerea
Stenopoda cinerea är en insektsart som beskrevs av François Louis Nompar de Caumont de Laporte 1833. Stenopoda cinerea ingår i släktet Stenopoda och familjen rovskinnbaggar. Inga underarter finns listade i Catalogue of Life.